# Johan van de Walle
Johan van de Walle (Den Haag, 2 maart 1912 - 's-Hertogenbosch, 6 juni 2000) was een Nederlands schrijver, journalist en radiomaker. Hij publiceerde zijn werk altijd onder de naam J. van de Walle.

## Jeugd
Van de Walle groeide op in een socialistisch gezin. In zijn jeugd was hij lid van de AJC. In 1934 vertrok hij naar Curaçao om hier bij een nieuw op te richten krant te gaan werken. Op Curaçao trad hij in het huwelijk met een Roemeense Jodin (Emilie Lauer) met een Duits paspoort, die door dit huwelijk aan de internering van mensen met de Duitse nationaliteit ontkwam. Destijds werd iedereen met de Duitse nationaliteit, vluchteling of NSDAP-er in een kamp (nog uit te zoeken, wellicht, plantage Guatemala op Bonaire) bij elkaar gezet.

## Suriname
In 1942 gingen hij en zijn vrouw naar Suriname, in opdracht van de Nederlandse regering in Londen. Het was zijn taak om, als hoofd van de Gouvernements Pers Dienst, in Suriname, de mensen op de hoogte te houden van wat er in het Koninkrijk gebeurde. Dit hield zowel voorlichting in, alsook censuur van de plaatselijke pers. Van de Walle zou tot 1946 in het land verblijven. Hij schreef in 1945 een uitgebreid rapport waarin hij aanbevelingen deed m.b.t het oprichten van vakbonden, het verbeteren van het onderwijs en uitbreiding van het algemeen kiesrecht. In 1946 keerde het echtpaar terug naar Nederland.

## Literair
Van de Walle schreef een aantal historische romans, met name over het leven in de Cariben en Latijns-Amerika. O.a. De slavenopstand (1956), De muggen van San Antonio (1961) en Een vlek op de rug (1963) worden beschouwd als zijn beste werken. Over de herinneringen aan zijn tijd in Suriname publiceerde hij in 1975 het boek Een oog boven Paramaribo. Herinneringen.
In 1993 verscheen bij Aldus uitgevers/de Prom, zijn Romans en Verhalen, waarin zijn verhalend proza is gebundeld. Behalve de eerder genoemde titels, bevat de bundel Achter de spiegel (1958), De overtocht en Wachtend op de dag van morgen (1959), en een nawoord door Michiel van Kempen.